# Außenhandelsgewinn
Als Außenhandelsgewinne werden in der Außenhandelstheorie diejenigen Vorteile bezeichnet, die durch internationalen Handel entstehen. Dabei können sich diese Vorteile auf die gesamte Weltwirtschaft, einzelne Nationen beziehungsweise Volkswirtschaften oder einzelne Bevölkerungsgruppen beziehen.
Außenhandelsgewinne können immer dann realisiert werden, wenn
- verschiedene Länder sich durch die Verfügbarkeit bestimmter Produktionsfaktoren unterscheiden oder unterschiedliche Produktionsverfahren anwenden
- sich durch Ausweitung des Marktes positive Skaleneffekte ergeben
- durch Technologietransfer neue oder bessere Technologien verfügbar werden.[1]

Der Begriff Außenhandelsgewinn entstammt der realen internationalen Wirtschaftstheorie. Er muss klar abgegrenzt werden vom Handelsüberschuss, also dem Überschuss vom Export über den Import, einem Begriff aus der Handelsbilanz.

## Ursachen von Außenhandelsgewinnen
Es gibt in der Außenhandelstheorie verschiedene spezifische Modelle, die erklären sollen, warum Länder miteinander handeln und wie welche Außenhandelsgewinne daraus entstehen. Jedoch wird für ein tiefreichendes Verständnis zunächst das theoretische Modell einer Wirtschaft ohne Außenhandel (Autarkie) betrachtet, bevor auf spezielle Theorien eingegangen wird.
Dabei verwenden die betrachteten theoretischen Modelle folgende vereinfachende Annahmen:
- Es werden lediglich zwei Ländern untersucht.
- Es werden nur zwei Güter produziert (und konsumiert).
- Es gibt keinerlei Transportkosten für den Gütertransfer zwischen den Ländern.
- Es herrscht in beiden Ländern vollständiger Wettbewerb.
- Die Preise für die beiden Güter werden als relative Preise angegeben, d. h. es gibt kein Geld und damit keine Wechselkurse.

### Autarkie

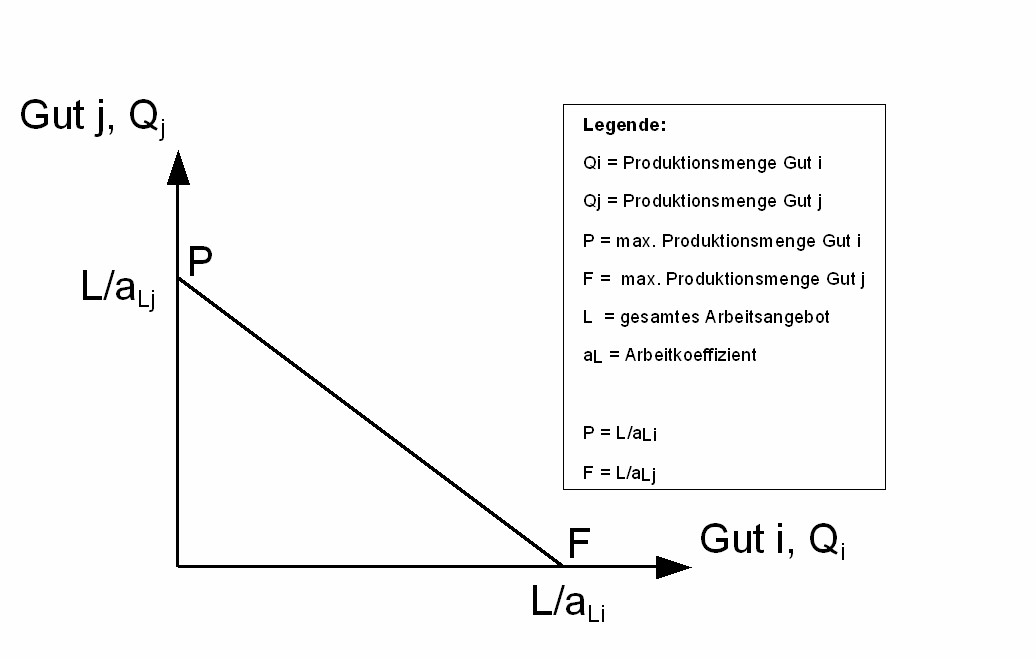
Abb. 1: Transformationskurve (in diesem Fall identisch mit der Budgetgerade)

Eine autarke Volkswirtschaft, die in der Realität in Vollkommenheit nicht anzutreffen ist, dient als Vergleichsmaßstab, um die Vorteile des Außenhandels zu erläutern. Ein solches Land treibt keinen Außenhandel, d. h. es kann nur konsumieren, was es produziert bzw. es produziert nur, was es konsumiert. Ein solches Land hat fest bestimmte Konsummöglichkeiten und damit eine fixe Produktionsmöglichkeitsskurve. Es kann nur über die Menge an Gütern verfügen, die sich unterhalb bzw. links oder genau auf der Transformationskurve befinden. Zur Vereinfachung betrachtet man oft nur einen Produktionsfaktor und zwar das Gesamtarbeitsangebot L (engl. Labour) und gegebene Arbeitsproduktivitäten aL (siehe Abb. 1).

Außenhandelsgewinne können folglich in einer autarken Volkswirtschaft nicht realisiert werden.

### Handelsgewinne

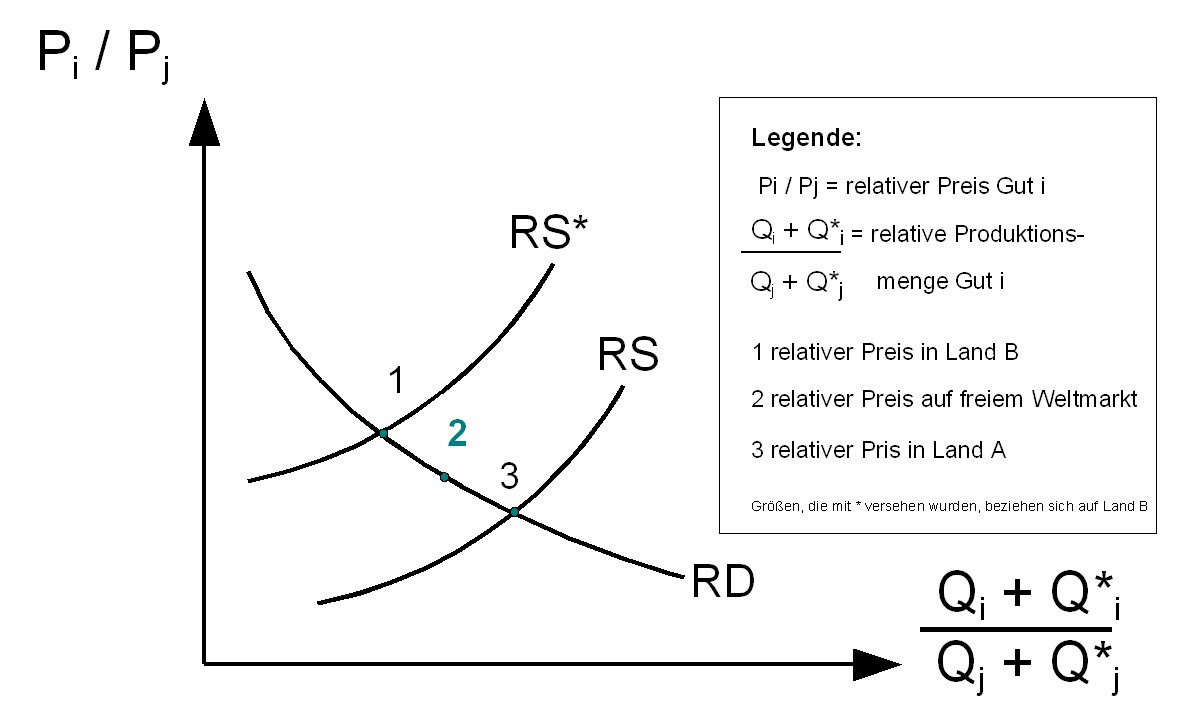
Abb. 8: Weltmarkt bei freiem Handel

Allein durch die Tatsache, dass Außenhandel betrieben wird, kommt es zu einer Konsummöglichkeitserweiterung. Bei unveränderten Produktionsmengen handelt das eine Land mit den Produkten, bei denen es relative Produktionsvorteile hat. Da diese Produkte ihrer Natur nach Produkte sind, bei denen das andere Land relative Produktionsnachteile hat, handelt wiederum das andere Land diese gegen Produkte, bei denen es selbst komparative Vorteile aufweist. Damit ergibt sich ein neues relatives Preisverhältnis auf dem Weltmarkt, das für das Land mit jeweiligem komparativen Nachteil günstiger ist als die Produktionskosten (= Opportunitätskosten) im eigenen Land. Die Konsummöglichkeiten beider Länder erhöhen sich. Kurz: Allein durch eine internationale Umverteilung vorhandener Güter, d. h. ohne Änderung der Produktionsstruktur, kommt es zu einer Wohlfahrtssteigerung.

### Spezialisierungsgewinne
Dieser Handelsgewinn-Effekt wird durch internationale Arbeitsteilung in Form von Spezialisierung der einzelnen Volkswirtschaften auf eben die Produkte, bei denen sie einen relativen Produktivitätsvorteil haben, verstärkt bzw. optimiert. Spezialisierung bedeutet die Umverteilung des Produktionsfaktors Arbeit, d. h. wenn ein Land ausschließlich die Produkte mit den komparativ niedrigeren Opportunitätskosten produziert. Dies ist gleichbedeutend mit einer Verschiebung der Produktion hin zu dem bei Freihandel relativ teuren Gut, das dann zum Exportgut wird (siehe Ressourcenallokation).
Beispiel: Land A spezialisiert sich aufgrund seines komparativen Vorteils gegenüber Land B auf Gut i. Für dieses kann Land A nun auf dem Weltmarkt einen höheren Preis erzielen, während es bei dessen Produktion niedrigere Opportunitätskosten als Land B hat. Gleichzeitig zahlt Land B auf dem Weltmarkt einen geringeren Güterpreis für i, als es bei Eigenproduktion an Opportunitätskosten hätte.
Es kommt zu einer insgesamten Ausweitung der Weltproduktion, die stärker ausgeprägt ist als bei reinem Tausch (Handelsgewinnen). Man spricht von Spezialisierungsgewinnen.
Zu beachten ist an dieser Stelle, dass die vorstehenden Betrachtungen unter der Prämisse der vollständigen Spezialisierung stehen, d. h. beide Länder produzieren ausschließlich ein Gut.
In dem Fall, dass die Gesamtnachfrage für ein Gut die Produktionsmöglichkeiten des auf dieses Gut spezialisierte Land übersteigt, ist das andere Land gezwungen, beide Güter zu produzieren. Dieses Land muss neben dem Gut, auf das es spezialisiert ist, also auch das andere Gut herstellen, es liegt unvollständige Spezialisierung vor. Dabei ist das Freihandelspreisverhältnis identisch mit dem Autarkiepreisverhältnis, das sich in dem Land ergibt, das beide Güter produziert. In diesem Falle kommt es in diesem Land zwar zu einer Veränderung der Produktionsstruktur, aber es resultierenden keinerlei Außenhandelsgewinne.

#### Spezialisierung aufgrund von Produktivitätsunterschieden im Ricardo Modell
Das Ricardo-Modell führt Außenhandelsgewinne allein auf Produktivitätsunterschiede in einzelnen Volkswirtschaften zurück. Maßgeblich sind dabei nicht die absoluten Produktionsvorteile, die ein Land aufweist, sondern die komparativen Vorteile.

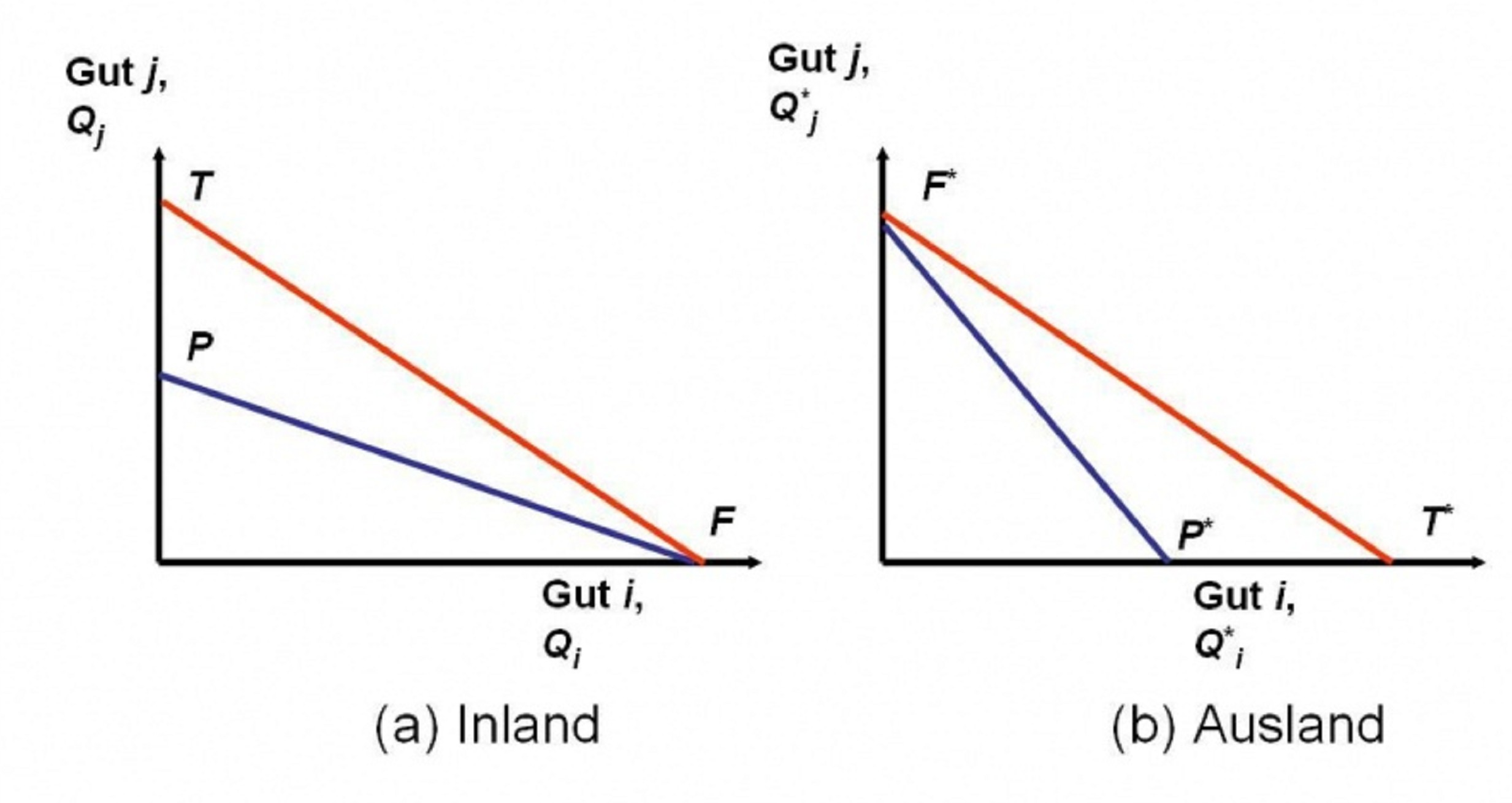
Abb. 2: Veränderte Transformationskurven von Land A und Land B nach der Aufnahme von Außenhandel. Die Verschiebung der Kurven nach oben zeigt den Konsummöglichkeitszuwachs.

Länder spezialisieren sich auf die Produktion des Gutes, das sie bei Autarkie relativ billiger als das andere Land produzieren können. Absolute Produktionsnachteile, wie zum Beispiel rückständige Produktionstechnologien oder eine insgesamt (absolut) geringere Produktivität, beeinträchtigen diese Aussage nicht. Die Vorteilhaftigkeit von Außenhandel hängt ausschließlich von der Unterschiedlichkeit der relativen Preisverhältnisse zwischen In- und Ausland ab. In anderen Worten, lässt sich mit Außenhandel eine größtmögliche quantitative Güterversorgung einzelner Volkswirtschaften und aller Nationen insgesamt erreichen, wenn sich jedes Land auf die Produktion der Güter spezialisiert, bei denen es komparative Kostenvorteile besitzt. Diese Güter können international gegen Güter getauscht werden, die sich in inländischer Produktion nur mit komparativen Kostennachteilen herstellen lassen.
Um zu verdeutlichen, dass aus dieser Spezialisierung der einzelnen Volkswirtschaften Außenhandelsgewinne entstehen können, bietet sich eine Erklärung über die „indirekte Produktion“ des einen Landes für das andere Land an.
Die indirekte Produktion kann so aufgefasst werden, dass ein Land von dem anderen Land hergestellte Güter bezieht, anstatt diese selbst zu erzeugen. Angenommen man betrachtet zwei Volkswirtschaften: Land A und Land B, welche jeweils zwei unterschiedliche Güter, Gut i und Gut j, produzieren können. Des Weiteren können beide Länder Handel miteinander treiben. Land A könnte Gut j direkt herstellen, jedoch unterstellt man, wenn Land A einen komparativen Vorteil von Gut i hat, wird es sich darauf spezialisieren. Der Handel mit Land B ermöglicht Land A das Gut j zu „produzieren“ somit von Land B relativ billiger zu beziehen. Diese indirekte „Produktion“ ist effizienter als die direkte.
|        | Gut i                 | Gut j                  |
| ------ | --------------------- | ---------------------- |
| Land A | aLi = 1 h pro Einheit | a*Lj = 2 h pro Einheit |
| Land B | aLi = 6 h pro Einheit | a*Lj = 3 h pro Einheit |

Beispiel: Voraussetzung ist ein relativer Preis von Gut i, der bei internationalem Gleichgewicht bei 1 liegen soll. Wenn Gut i zum gleichen Preis gehandelt wird wie Gut j, werden sich beide Länder spezialisieren. In diesem Beispiel sollen die Arbeitkoeffizienten von Gut i in Land A bei 1 Stunde pro Einheit und im Land B bei 6 Stunden pro Einheit liegen. Analog für Gut j in Land A bei 2 Stunden pro Einheit und in Land B bei 3 Stunden pro Einheit liegen. In Land A erfordert die Herstellung einer Einheit des Gutes i nur halb so viele Stunden wie die Produktion einer Einheit von Gut j. Arbeiter im Land A können damit durch die Herstellung einer Einheit des Gutes i mehr verdienen und Land A wird sich auf Gut i spezialisieren. Umgekehrt erfordert in Land B die Herstellung einer Einheit des Gutes i doppelt so viele Stunden wie die Herstellung einer Einheit der Gutes j, daher können Arbeiter in Land B durch das Gut j mehr verdienen und Land B wird sich auf Gut j spezialisieren.
Land A kann Gut j effizienter „produzieren“, indem es Gut i herstellt und gegen Gut j eintauscht, anstatt Gut j selbst zu produzieren. Sollte Land A Gut j produzieren, erzeugt es nur eine halbe Einheit pro Stunde. Diese Stunde könnte Land A benutzen um eine ganze Einheit von Gut i zu produzieren und gegen eine ganze Einheit des Gutes j einzutauschen (zur Erinnerung: das Preisverhältnis ist 1:1). Land A gewinnt bei diesem Handel. Dementsprechend könnte Land B in einer Stunde 1/6 Einheit des Gutes i herstellen. Jedoch ist es besser diese Stunde zur Produktion von Gut j aufzubringen (1/3 Einheit pro Stunde), welches dann gegen 1/3 Einheit des Gutes i eingetauscht werden kann. Beide Länder können ihre Arbeit doppelt so effizient nutzen, wenn sie die bedürftigen Güter per gegenseitigen Handel beziehen. Die Eigenproduktion wäre weniger effizient.
Außenhandelsgewinne entstehen also durch die unterschiedliche Verfügbarkeit bestimmter Produktionsfaktoren oder verschiedene angewendete Produktionsverfahren in den betrachteten Ländern.

#### Spezialisierung aufgrund unterschiedlicher Faktorausstattung im Heckscher-Ohlin-Modell
Im Heckscher-Ohlin-Modell wird die unterschiedliche relative Faktorausstattung bzw. Ressourcenverteilung und die relative Faktorintensität der einzelnen Nationen als ursächlich für Außenhandel und damit Außenhandelsgewinne betrachtet. D. h. entscheidend ist das Vorhandensein von verschiedenen Produktionsfaktoren und ihre entsprechende Nutzung. Relative Produktivitätsunterschiede (technologische Gegebenheiten, Arbeitskoeffizienten …) sind irrelevant.
Im Heckscher-Ohlin-Modell werden nur zwei Länder mit zwei Produktionsfaktoren betrachtet: Arbeit und Boden. Ein komparativer Produktionsvorteil für ein Land ergibt sich dabei aus der relativ intensiveren Nutzungsmöglichkeit des relativ mehr vorhandenen Produktionsfaktors. D. h. ein Land hat aufgrund seines relativ höheren Arbeits- bzw. Bodenangebots gegenüber einem anderen Kosten- und damit Produktionsvorteile bei bestimmten Gütern. Man bezeichnet diese Güter dann als boden- bzw. arbeitsintensiv. Auf den jeweiligen Faktormärkten werden die Preise mittels Angebot und Nachfrage für Arbeit und Boden gebildet.

Durch die Aufnahme von Außenhandel kommt es zur Spezialisierung auf eben das Gut, bei dem der Nutzungsgrad des reichlich verfügbaren Faktors relativ höher ist. Diese boden- bzw. arbeitsintensiven Produkte werden mit einem anderen Land, in dem das Verhältnis zwischen Faktorverteilung und -nutzungsintensität eben umgedreht ist, gehandelt.
Beispiel: Land A hat ein relativ höheres Arbeitsangebot als Land B. Folglich hat Land B ein relativ reichlicheres Angebot an Boden. Arbeit ist folglich in Land A relativ billiger als in Land B und Boden ist in Land B relativ billiger als in Land A. Daher sollte Land A sich auf die Produktion arbeitsintensiver Güter und Land B auf die Produktion bodenintensiver Güter spezialisieren.
Somit kommt es in beiden Ländern nur zu einer nationalen Nachfrageverschiebung: die Nachfrage nach dem relativ mehr vorhandenen Faktor steigt, und die nach dem relativ knapperen sinkt.
- Beispiel: Durch die Spezialisierung von Land A auf das arbeitsintensivere Gut steigt in Land A die Nachfrage nach Arbeit. In Land B steigt durch die Spezialisierung auf das bodenintensiver Gut die Nachfrage nach Boden. Entsprechend der Nachfragesteigerung wird der Preis für die Faktoren steigen.

Ein Anstieg des Preises für das boden- bzw. arbeitsintensivere Gut zieht eine gleichzeitige Lohn-Zins-Verhältnisänderung innerhalb der einzelnen Länder mit sich. Diese Einkommensumverteilung führt dazu, dass es Gewinner und Verlierer geben wird:
Diejenigen, die ihr Faktoreinkommen aus dem relativ mehr vorhandenen Faktor beziehen, gewinnen durch den Freihandel, während diejenigen verlieren, die ihr Einkommen aus dem relativ knappen Faktor beziehen.
- Beispiel: Bei einem Anstieg des relativen Preises für das arbeitsintensivere Gut i kommt es zu einer relativen Lohnsteigerung für die Arbeiter und gleichzeitig einer Zinssenkung (als Zins werden dabei Miet- und Pachteinnahmen, Erlöse aus Rohstoffverkauf etc. zusammengefasst) für die Bodenbesitzer. Das Verhältnis w/r steigt.

Grafiken zur Veranschaulichung des Heckscher-Ohlin-Modells
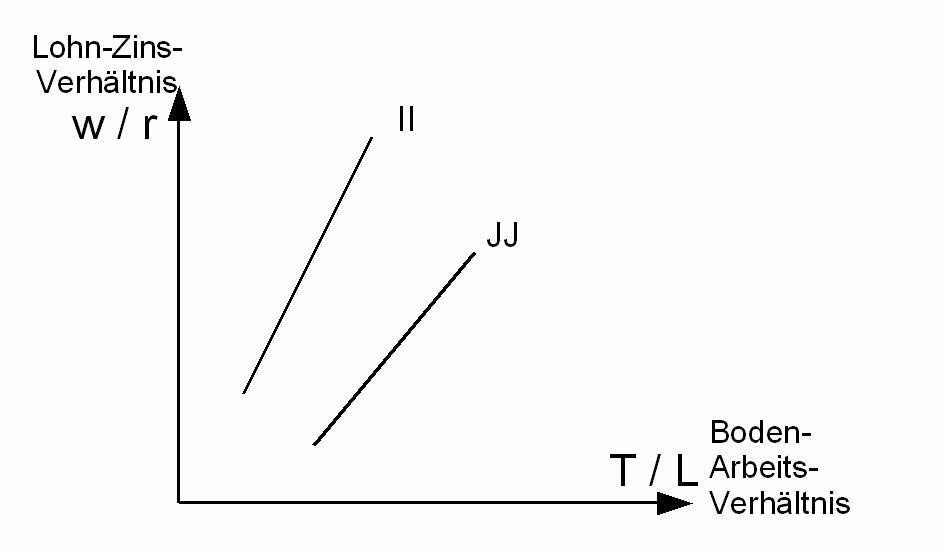
Abb. 4: Die Kurve II zeigt die möglichen Boden-Arbeits-Kombinationen für das Gut i, die Kurve JJ die Möglichkeiten für Gut j
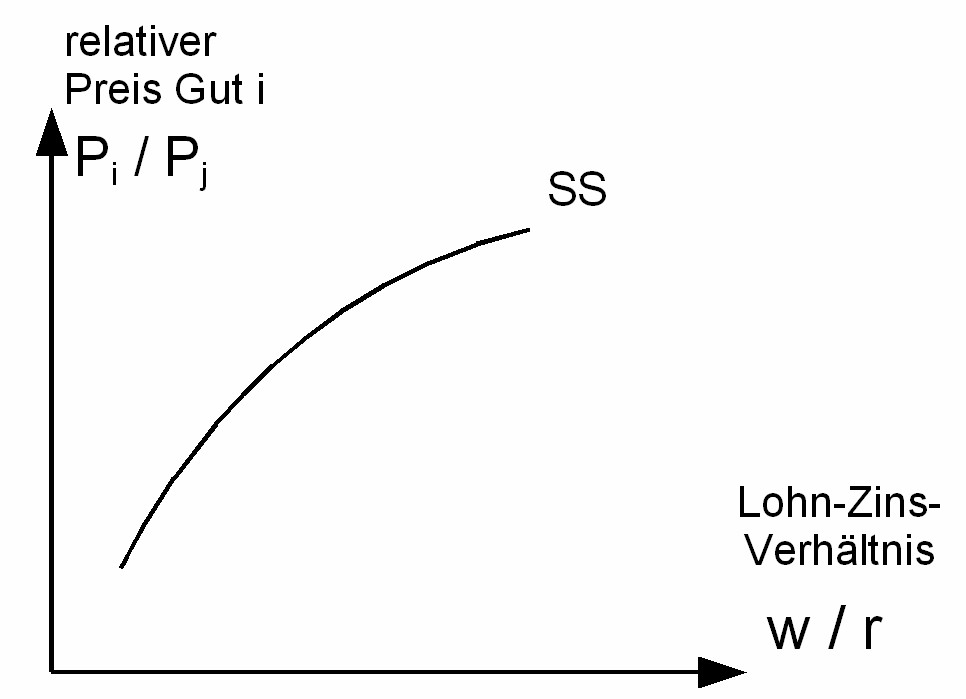
Abb. 5: Kurve SS zeigt den relativen Zusammenhang von relativem Faktorpreis und relativem Güterpreis
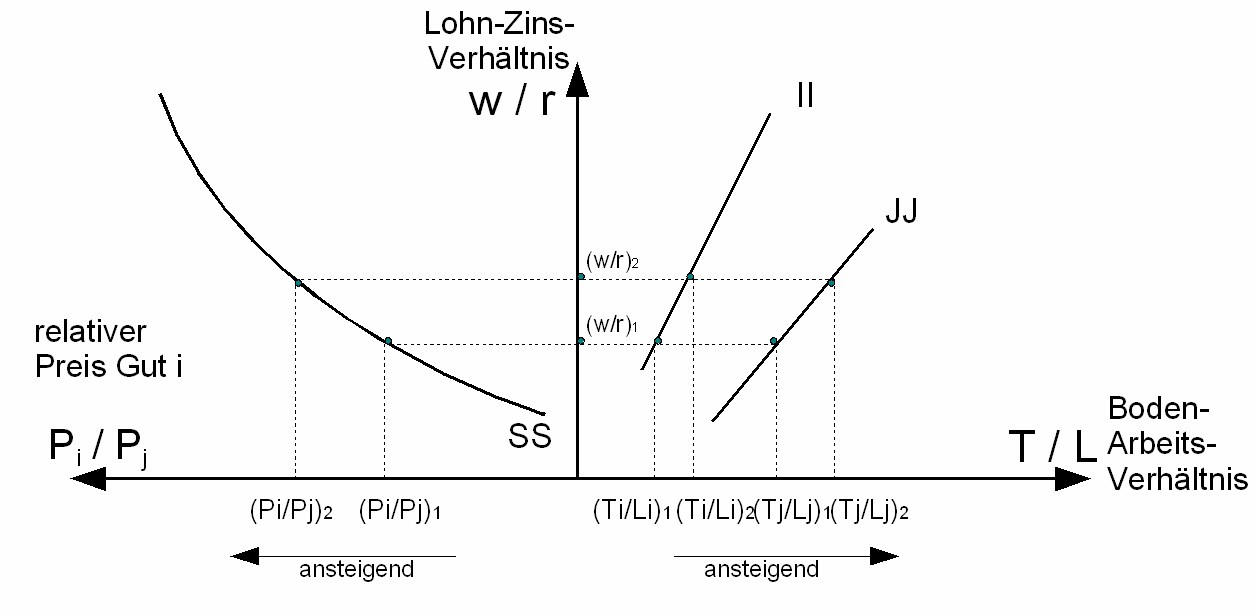
Abb. 6: Kombiniert man die beiden vorhergehenden Grafiken, kann man in den Zusammenhang von Güterpreisen und dem Boden-Arbeits-Einsatzverhältnis verdeutlichen.

In der Theorie könnte jedoch eine Kompensation der „Verlierer“ erfolgen. Dies erfolgt in einer internationalen Angleichung der Faktorpreisverhältnisse (siehe Faktorpreisausgleichstheorem).

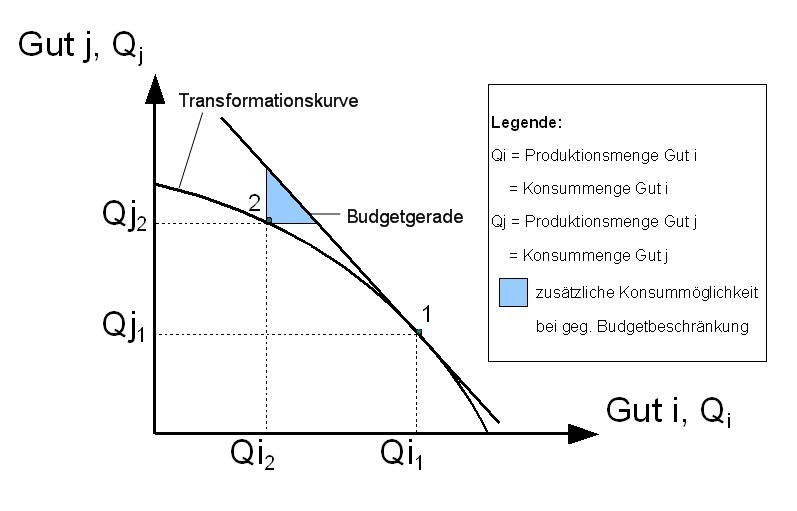
Abb. 7: Erweiterte Konsummöglichkeiten durch Außenhandel

Ohne Außenhandel müsste eine Volkswirtschaft sich komplett selbst versorgen. Der Konsumpunkt des Landes läge dann auf der Produktionsmöglichkeitskurve (siehe Abb. 7 Punkt 1 oder 2). Punkt 1 entspricht dabei der optimalen Produktions- und Konsummenge bei gegebenem Budget.
Wenn nun Außenhandel betrieben wird, kann eine Volkswirtschaft mehr von beiden Gütern konsumieren. Die Relation wird dabei wieder durch die Budgetgerade des Landes bestimmt. Die Steigung dieser Geraden entspricht exakt dem negativen relativen Preisverhältnis von Gut i zu Gut j (= −Pi/Pj). Der blaue Bereich in der Grafik stellt die mögliche Konsumausweitung ausgehend von Punkt 2 dar. Es könnten nun ein jeder Punkt unter oder auf der Konsummöglichkeitskurve konsumiert werden. Als Ergebnis ist es also theoretisch möglich, dass alle Wirtschaftssubjekte einer Volkswirtschaft mehr konsumieren können. Damit stellt der Außenhandel eine potentielle Quelle des Gewinns für alle dar.

### Weitere Ursachen für Außenhandelsgewinne
Außer den beiden oben angesprochenen Theorien von Ricardo und Heckscher-Ohlin gibt es noch andere Ursachen für Außenhandelsgewinne, die jedoch eine eher nachrangige Bedeutung haben. Drei werden hier beispielhaft aufgeführt:

#### Skaleneffekte
Größenvorteile durch Ausweitung des Marktes können ebenfalls zu Außenhandelsgewinnen führen. Dabei sind insbesondere der interindustrielle Handel sowie intraindustrielle Handel.
Bei intraindustriellem Handel werden die Industriegüter der gleichen Produktgruppe in den beiden Partnerländern jeweils exportiert bzw. importiert. Der konkrete Vorteil des intraindustriellen Handels besteht in einem größeren Nutzen durch zusätzlichen und qualitativ höherwertigen Input auf dem inländischen Markt für Konsumenten wie Produzenten. Dem Konsumenten eröffnet sich eine größere Auswahl an verschiedenen Produkten auf dem Markt, zusätzlich sinken durch steigenden Skalenerträge die Preise.
Interindustrieller Handel bezieht sich dagegen auf den Industriegüteraustausch unterschiedlicher Produktgruppen. Der Handel mit den verschiedenartigen Produkten findet entweder in Form von Export bzw. Import in den Partnerländern oder innerhalb eines Landes zwischen den einzelnen Industriezweigen statt.

#### Technologietransfer
Des Weiteren bringt außenwirtschaftliche Tätigkeit so genannte Technologie-spillovers mit sich, d. h. verschiedene technologisch weniger weit entwickelte Länder profitieren vom Know-how höher technisierter Länder. Teil dieses Prinzips ist, mit bekannten Gütern und Technologien in den Weltmarkt einzudringen. Dies ist insbesondere bei Autos und Elektronikprodukten der Fall. Ohne Integration in den weltweiten Güterhandel wäre dieses „reverse engineering“ („Rückwärtskonstruktion“/Rekonstruktion) nicht möglich.
Beispiel: Indiens Landwirtschaft, und damit die indische Bevölkerung, profitierte von den Techniken der Felderbewirtschaftung Deutschlands. Ein weiteres Beispiel wäre die teure Trinkwasseraufbereitung von Industriestaaten in den Entwicklungsländern, allen voran in wasserarmen Gebieten mit einer relativ starken Besiedlungsdichte.
Die erzielten Wohlfahrtssteigerungen aus Außenhandel können ihrerseits wiederum zu einer besseren Ausstattung des Forschungs-&Entwicklungs-Sektors führen, was zu einer Weiterentwicklung der Produktionstechniken und damit einer Produktivitätssteigerung beiträgt.

## Zusammenfassung
Zwei elementare Außenhandelstheorien – das Ricardo-Modell und das Heckscher-Ohlin-Modell – bieten Erklärungsansätze für die Vorteile, die aus internationalem Handel gezogen werden können. Beim Ricardo-Modell gewinnen beide Länder aufgrund von relativen Produktivitätsvorteilen vom Außenhandel. Es handelt sich also um eine Win-Win-Situation.
Beim Heckscher-Ohlin-Modell dagegen ergeben sich Gewinner und Verlierer aus Außenhandel.
Als Reaktion auf diese Tatsache ergreifen einige Länder in der Realität protektionistische Maßnahmen, wie die Einführung von Zöllen. Ein solcher Protektionismus hilft demjenigen Faktor, der in dem geschützten Sektor relativ reichlich eingesetzt wird. Umgekehrt schadet diese Politik dem anderen Faktor.
Alles in allem überwiegen die Gewinne jedoch offensichtlich den Verlusten, da sonst die Volkswirtschaften keinen Außenhandel betreiben würden.
Außenhandelsgewinne spiegeln sich in einem Konsummöglichkeitszuwachs, Nutzenzuwachs beziehungsweise Wohlfahrtszuwachs wider. Bei Freihandel können die potentiellen Außenhandelsgewinne maximal ausgeschöpft werden. In den beiden erläuterten Modellen werden Außenhandelsgewinne als Handelsgewinne und Spezialisierungsgewinne definiert.
Die modellierten Außenhandelsgewinne beruhen auf einem relativen Preisverhältnis, das sich im Zeitablauf ändern kann. Die Terms of Trade messen die Veränderung des relativen Preisniveaus zwischen Exportgütern und Importgütern in der langfristige Betrachtungsweise.